# 曽川泉
曽川 泉（そがわ いずみ、1944年5月1日 - 2014年1月13日）は、日本の政治家。元宮崎県東臼杵郡門川町長（1期）。

## 来歴
宮崎県立富島高等学校卒業。中央大学法学部卒業。1973年、旭化成に入社。札幌支店長・福岡支社長・ヘルスケア製品部長などを歴任。2004年退職。
2006年4月の門川町長選で現職の米良成志を破り当選。民間出身者として町政改革を行う。
2010年4月の町長選挙で2期目の当選を狙うが、元門川町議会議長の安田修に400票差あまりで敗れる。
2014年1月13日、病気のため死去、69歳。